# Семёновка (Милютинский район)
Семёновка — хутор в Милютинском районе Ростовской области.
Входит в состав Маньково-Березовского сельского поселения.

## Население
| 2010 |
| ---- |
| 242  |

## Улицы
| - ул. Грушовая, - ул. Козынка, - ул. Сибирская, - ул. Твардовского, | - пер. Вишневый, - пер. Лесной, - пер. Солнечный. |